# 城西镇 (长春市)
城西镇，是中华人民共和国吉林省长春市绿园区下辖的一个乡镇级行政单位。

## 行政区划
城西镇下辖以下地区：
雁鸣湖社区、红民村、四间村、大营子村和跃进村。